# Lee Theodore
Lee Theodore, née en 1933 et morte le 3 septembre 1987 à New York, est une actrice, danseuse, metteur en scène et chorégraphe américaine. Elle a tenu le rôle de anybody dans la comédie musicale West Side Story en 1957 à Broadway.

## Carrière
Elle se fait connaître en interprétant le rôle de tenderloin dans la comédie musicale The King and I avec Yul Brynner dans le rôle principal, en 1951 au St. James Theatre à Broadway. Elle fait les chorégraphies pour les pièces Baker street, Darling of the day, Flora the Red Menace (en). En 1967, elle est nommée aux Tony Awards pour la pièce the apple tree. Elle a fondé la compagnie de danse American Dance Machine qui est restée à l'affiche plusieurs années à Broadway et a fait de nombreuses tournées à l'étranger. Elle a réalisé la chorégraphie du film Song of Norway d'Andrew L. Stone en 1970 sur la vie de Edvard Grieg.